# District de Sambhal
Le district de Sambhal (enhindi : भीम नगर) anciennement Bhimnagar est un district de la division de Moradabad dans l'État de l'Uttar Pradesh en Inde.

## Géographie
Son centre administratif est la ville de Bahjoi.
Le taux d'alphabétisation est de 59,37 %.

## Histoire
Le district est créé le 23 juillet 2012.